# 全漢俊
全漢俊（チョン・ハンジュン、1938年 - ）は大韓民国の漢字復活運動家。全国漢字教育推進総連合会機関誌「ハングル＋漢字文化」編集委員。元ソウル市水色初等学校校長。
もともと、全漢俊は、熱烈なハングル専用論者として知られていた。
水色初等学校のサッカー部の選手名が漢字で書かれていると「なぜ民族の文字ハングルで書かないのか！」と叱責したほどだという。大日本帝国時代から朴正煕時代以前の韓国の貧困を知る全漢俊は、自然な気持ちで民族主義者になっていた。
しかし、水色初等学校のサッカー部を引率して、1989年に日本に遠征したときに転機が訪れる。遠征先の埼玉県寄居町長から、「荒川 通 漢江」と書かれた漢文の色紙を渡され、日本語を全く知らない全漢俊でも、漢字を使えば意思疎通が可能であることを悟った。
全漢俊は、水色初等学校で漢字教育に踏み切る決心をした。当時は、小学校で教員がプライベートに児童に漢字を教えただけでも、ハングル専用の国策に協力しなかったとして懲戒処分に遭う危険性のある時代だった。
しかし、保護者からの反応は良好だった。「自分たちは国策で漢字に触れる機会が全くなかったが、子供たちには漢字を伝えたい」との想いがある保護者が多かったと言われる。
現在、韓国漢字漢文能力開発院初代理事長。